# Porphyrinia faroulti
Porphyrinia faroulti là một loài bướm đêm trong họ Noctuidae.